# Allen Wikgren
Allen Paul Wikgren (3 de diciembre de 1906 – 7 de mayo de 1998) fue un erudito estadounidense del Nuevo Testamento de la Universidad de Chicago. Sus obras se centraron en el texto del Nuevo Testamento y manuscritos del Nuevo Testamento, pero también incluyó el griego helenístico y bíblico, como también literatura antigua judía (particularmente a Josefo), al igual que la Biblia en inglés.
Wikgren obtuvo su grado Bachelor of Arts degree (en Greek) en 1928, su grado Master of Arts en 1929 y su Ph.D. en 1932, todos en la Universidad de Chicago. Su disertación doctoral se tituló "A Comparative Study of the Theodotionic and Septuagint Versions of Daniel". En Chicago, Wikgren fue un miembro del Departamento del Nuevo Testamento y la Literatura del Cristiana Primitiva en la División de Humanidades de la Universidad, un departamento en el cual el serviría más adelante en la presidencia. Sus colegas en los estudios del Nuevo Testamento, durante su larga administración del departamento (1953-1972) incluyeron figuras como Norman Perrin, Robert M. Grant y Markus Barth.
Quizás se le conoce más a Wikgren por su rol en la amplia contribución al estudio del Nuevo Testamento, en conjunto con Kurt Aland, Matthew Black, Carlo Maria Martini y Bruce M. Metzger, en el comité editorial que estableció el texto griego y aparato crítico en las ediciones estándar del Nuevo Testamento Griego en idioma inglés: el Nestle-Aland Novum Testamentum Graece (edición 26a. publicada al principio por Deutsche Bibelgesellschaft en 1979 y revisada en 1983) en las Sociedades Bíblicas Unidas The Greek New Testament (3a. edición, publicada por las the Sociedades Bíblicas Unidas en 1983).
Wikgren sirvió como presidente de la Chicago Society of Biblical Research en 1951-1952. Fue un miembro del comité de la Revised Standard Version desde 1952, participando en la traducción de los libros deuterocanónicos y la revisión del Nuevo Testamento. También fue director del Chicago Lectionary Project de 1958-1972. El también visitó profesorados en un número de universidades: Indiana University–Gary, Pacific School of Religion (Berkeley, California), University of Ghana, Århus University, Concordia Theological Seminary (Springfield, Illinois [ahora en Fort Wayne, Indiana]) y Uppsala University.

## Obras
- Con Ralph Marcus, Josephus, Jewish Antiquities, Volume VI: Books 14-15 (Loeb Classical Library 489; Cambridge, Mass., 1943, 1963)
- Hellenistic Greek Texts, con la colaboración de Ernest Cadman Colwell y Ralph Marcus (Chicago 1947)
- Editado con Merrill M. Parvis, New Testament Manuscript Studies: The Materials and the Making of a Critical Apparatus (Chicago 1950)
- Con William A. Irwin, The Ancestry of our English Bible: An Account of Manuscripts, Texts, and Versions of the Bible, tercera edición revisada (New York 1956)
- Como editor, Early Christian Origins: Studies in Honor of Harold R. Willoughby (Chicago 1961)
- Con Ralph Marcus, Josephus, Jewish Antiquities, Volume VII: Books 16-17 (Loeb Classical Library 410; Cambridge, Mass., 1963)
- A Leaf from the First Edition of the First Complete Bible in English, the Coverdale Bible, 1535: With an Historical Introduction (Book Club of California, Publication 145; San Francisco 1974)
- Con Ira Jay Martin, A Catalogue of English Bibles in the University of Chicago Library, 2 vols. (Chicago 1989)

## Homenaje
- David E. Aune (ed.), Studies in New Testament and Early Christian Literature: Essays in Honor of Allen P. Wikgren (Supplements to Novum Testamentum 33; Leiden 1972)